# Carlos Cuéllar
Pour les articles homonymes, voir Cuéllar (homonymie) et Jimenez.
Carlos Javier Cuéllar Jimenez, né le 23 août 1981 à Madrid, est un footballeur espagnol qui évolue au poste de défenseur.

## Carrière
Il commence sa carrière à Calahorra en troisième division espagnole avant de rejoindre Numancia en Segunda División où il évoluera pendant deux saisons.
En 2003, il rejoint la Liga dans le club d'Osasuna Pampelune. Il devient alors un élément indispensable du dispositif de Javier Aguirre qui réussit lors la saison 2004-2005 à terminer aux places qualificatives pour la Ligue des Champions.
Deux saisons plus tard, il atteint avec Osasuna les demi-finales de la Coupe UEFA où il marque un but décisif lors des quarts de finale face au Bayer Leverkusen. En juin 2007, il signe au Glasgow Rangers où il réalise 2 saisons exceptionnelles avec le club écossais.
Il remporte notamment la Coupe de la League, la Coupe d'Écosse et atteint la finale de la Coupe de l'UEFA en 2008 perdue face au Zénith Saint-Pétersbourg.
Courtisé par de nombreux clubs anglais et espagnols pendant le mercato d'été 2008, il signe finalement à Aston Villa le 12 août 2008.

## Palmarès
- Rangers FC
  - Vainqueur de la Coupe d'Écosse en 2008
  - Vainqueur de la Coupe de la Ligue d'Écosse en 2008
  - Finaliste de la Coupe UEFA en 2008.

- Aston Villa
  - Finaliste de la Coupe de la Ligue anglaise en 2010.

### Distinctions personnelles
- Nommé meilleur joueur du championnat d'Écosse en 2008.
- Membre de l'équipe-type de Scottish Premier League en 2008.